# Clarembaud III de Chappes
Pour les articles homonymes, voir Clarembaud de Chappes.
Clarembaud III de Chappes, dit le Lépreux ou le Ladre (né vers 1095 - † vers 1147) est seigneur de Chappes et vicomte de Troyes au milieu du XIIe siècle. Il est le fils de Clarembaud II de Chappes, seigneur de Chappes, et d'Aélis du Donjon de Brienne.

## Biographie

### Actes principaux
En 1114, il fait certainement partie des fils présents avec son père lorsqu'il renonce à son titre d'abbé laïc de l'abbaye Saint-Loup de Troyes et vend pour une pièce d'argent aux religieux le droit d'élire eux-mêmes leur abbé, conformément au conseil du comte de Champagne Hugues Ier.
Vers 1134, il hérite des titres de seigneur de Chappes et de vicomte de Troyes.
En 1138, il fait partie, avec son épouse Mathilde et Hilduin de Vendeuvre, à l’initiative de Bernard de Clairvaux et sous la protection du Comte de Champagne Thibaud II, des fondateurs de l'abbaye de Larrivour.
Il fonde également, toujours avec sa femme Mathilde, l'église Sainte-Marie située dans son château de Chappes.

### Maladie
Son surnom de Lépreux est connu grâce à la chronique de Guitier, abbé de Saint-Loup de Troyes, rédigée avant 1181, même si la période et les circonstances où il a contracté cette maladie sont inconnues. Toutefois, le fait qu'il a été marié et qu'il a eu une descendance saine démontre qu'il n'a pas été malade pendant sa jeunesse.
Vers 1140, il ne semble plus capable d'assurer ses fonctions et résigne à la faveur de son fils aîné Clarembaud IV. À partir de ce moment, il aurait vécu reclus à la léproserie des Deux-Eaux.

### Légende
Selon certains historiens, il aurait eu la lèpre lors d'un voyage en Terre sainte, probablement parmi les chevaliers partis protéger Jérusalem entre la première et la deuxième croisade.
Il y aurait été fait prisonnier par les musulmans puis réduit en esclavage où il aurait attrapé la maladie.
Après avoir retrouvé sa liberté et être rentré en Champagne, il aurait, à la suite d'un vœu, déposé une partie de son armure et de ses fers d'esclave dans l'église Notre-Dame de Fouchères.

## Mariage et enfants
Il épouse Mathilde (ou Mahaut), dont le nom de famille est inconnu, peut-être fille de Milon II de Bar-sur-Seine, dont il aurait eu trois enfants :
- Clarembaud IV de Chappes, qui succède à son père ;
- Gautier de Chappes, dit le Sourd, cité dans des chartes de 1171 et 1171, mort en 1178 ;
- Odeline de Chappes, qui épouse Miles IV de Noyers, dont elle a sept enfants.

## Source
- Marie Henry d'Arbois de Jubainville, Histoire des Ducs et Comtes de Champagne, 1865.
- Prosper Adnot, Notes historiques sur l'ancienne ville de Chappes, 1865.
- Edouard de Saint Phalle, Les Seigneurs de Chappes aux XIe et XIIe siècles, 2007.
- Edouard de Saint Phalle, La seigneurie de Chappes et l'origine des vicomtes de Troyes, 2007.